# Jhon Fredy Manco
Jhon Fredy Manco Torres, (Chigorodó, Antioquia, 22 de octubre de 1973), alias "El Indio" o "Alberto", es un narcotraficante y exparamilitar colombiano, jefe del ala narcotraficante del clan Úsuga, agrupación denominada parte de las Bacrim en Colombia.
Fue capturado en Brasil en 2013 y deportado a Colombia en 2015 bajo cargos de narcotráfico y lavado de activos. Manco Torres tiene condenas de 21 años y ocho meses de prisión por el envío de cocaína a Alemania, Holanda y otros países de Europa.
Manco Torres es primo del también narcotraficante Camilo Torres Martínez, alias "Fritanga".

## Trayectoria criminal

### Bloque Elmer Cárdenas de las AUC
Alias "El Indio" fue miembro del grupo paramilitar Autodefensas Unidas de Colombia (AUC) del que fue parte del Bloque Elmer Cárdenas. Fue uno de los narcoparamilitares claves para Daniel Rendón Herrera alias "Don Mario", y la formación de la Bacrim, Los Urabeños.
Com paramilitar en las AUC, Manco fue implicado hechos violentos como el homicidio del político de la Unión Patriótica (UP), Marco Aurelio Osorio ocurrido el 24 de julio de 2002 en Dabeiba, y el secuestro del 7 de julio de 2003, donde Manco habría secuestrado a cuatro personas de la comunidad de paz de Riosucio, Chocó. Manco Torres también fue testaferro del narcoparamilitar Jesús Ignacio Roldán Pérez, alias "Monoleche".

### Bandas criminales (Bacrim)
Manco Torres se desmovilizó el 12 de septiembre de 2006 con las AUC, pero reincidió y entró a formar parte del Bloque Héroes de Castaño o Águilas Negras de Alias "Don Mario". Por testimonios de los exparamilitares desmovilizados Ómar Zolera Reyes, José Mosquera Ramírez y Amado Olea Cárdenas, las autoridades notaron que Manco Torres había reincidido en el narcotráfico y se encontraba activo en la región del Urabá. Estos tres desmovilizados fueron luego asesinados por órdenes de Manco y su primo Torres.
Alias "El Indio" luego ingresó en las filas de la Bacrim, "Clan Úsuga" y continuó como el ala encargada de coordinar el narcotráfico para la organización. Manco es socio cercano del narcotraficante Erickson Vargas, alias "Sebastián", quien es jefe de la Oficina de Envigado y el mayor microtraficante del Valle de Aburrá en Medellín, Antioquia.

### El Caso Valencia Cossio
A pesar de ser reconocidos narcotraficantes por la justicia colombiana, Manco Torres y su primo Camilo Torres Martínez, alias "Fritanga" fueron protegidos por el entonces director de Fiscalías de Medellín, Guillermo León Valencia Cossio y el empresario antioqueño Juan Felipe Sierra Fernández. Guillermo fue acusado de borrar a Manco y a Torres del organigrama de los "criminales más buscados" por la Policía en 2008 por petición del empresario Sierra. Los primos eran buscados por la justicia colombiana por ser de los principales socios al servicio de la organización criminal de alias "Don Mario". El caso de corrupción tuvo prominencia en Colombia a nivel nacional debido a que Guillermo es hermano del prominente político colombiano, entonces ministro de Interior de Colombia, Fabio Valencia Cossio, aliado del expresidente de Colombia, Álvaro Uribe. Sierra era un prominente empresario, propietario de la empresa de vigilancia "Control Total" y contratista del Estado en asuntos de seguridad.
En el 2008, Guillermo Valencia Cossio, el empresario Sierra, Manco y su primo Torres Martínez fueron capturados. Valencia fue condenado a 15 años de prisión, mientras que Sierra, Manco y Torres fueron dejados en libertad en junio del 2009 por decisión irregular de un juez en Bogotá Luis Eduardo Beltrán Farías, quien ordenó tumbar el proceso por supuestas "fallas".

### Captura en Brasil (2013)
Alias "El Indio" fue capturado el 31 de mayo de 2013 en Río de Janeiro, Brasil por la Policía Federal brasileña, luego de que apareciera con una notificación roja de la Interpol. Al momento de su captura, alias "El Indio" iba acompañado de la modelo colombiana Sara Builes, portaba  EUR€ 30.000 euros, un pasaporte falso de la Unión Europea, y una cédula española falsa a nombre de "Iván Darío Gallego González". Con la identidad falsa, Manco logró viajar a Panamá, Roma (Italia) y París (Francia) para coordinar actividades de narcotráfico y lavado de activo. Las autoridades dieron a conocer que Manco Torres viajaba entre Brasil y España con frecuencia usando la identidad falsa y mantenía una residencia en urbanización La Finca, en la capital española, Madrid.

### Deportación desde Brasil a Colombia (2015)
El 23 de abril de 2015, "El Indio" fue deportado de Brasil a Colombia para enfrentar una condena a 21 años y ocho meses por delitos de narcotráfico y lavado de activos.